# Diòdot (metge)
Diòdot (grec antic: Διόδοτος, llatí: Diodotus) va ser un metge grec del segle i que va escriure diverses obres sobre botànica, entre les quals una obra anomenada Anthologumena. Hom l'ha confós amb el metge Petroni per causa que Plini el Vell l'anomena Petronius Diodotus, i així hom suposat que podrien ser la mateixa persona; en realitat, sembla que la lectura correcta de Plini és Petronius et Diodotus, fent referència a un i l'altre per separat, i així els esmenten també altres autors com Dioscòrides i Epifani.